# Ponorî, Talalaiivka
Ponorî (în ucraineană Понори) este o comună în raionul Talalaiivka, regiunea Cernihiv, Ucraina, formată numai din satul de reședință.

## Demografie
Componența lingvistică a comunei Ponorî
     Ucraineană (99,29%)
     Alte limbi (0,71%)
Conform recensământului din 2001, majoritatea populației comunei Ponorî era vorbitoare de ucraineană (99,29%), existând în minoritate și vorbitori de alte limbi.